# 松本氏輔

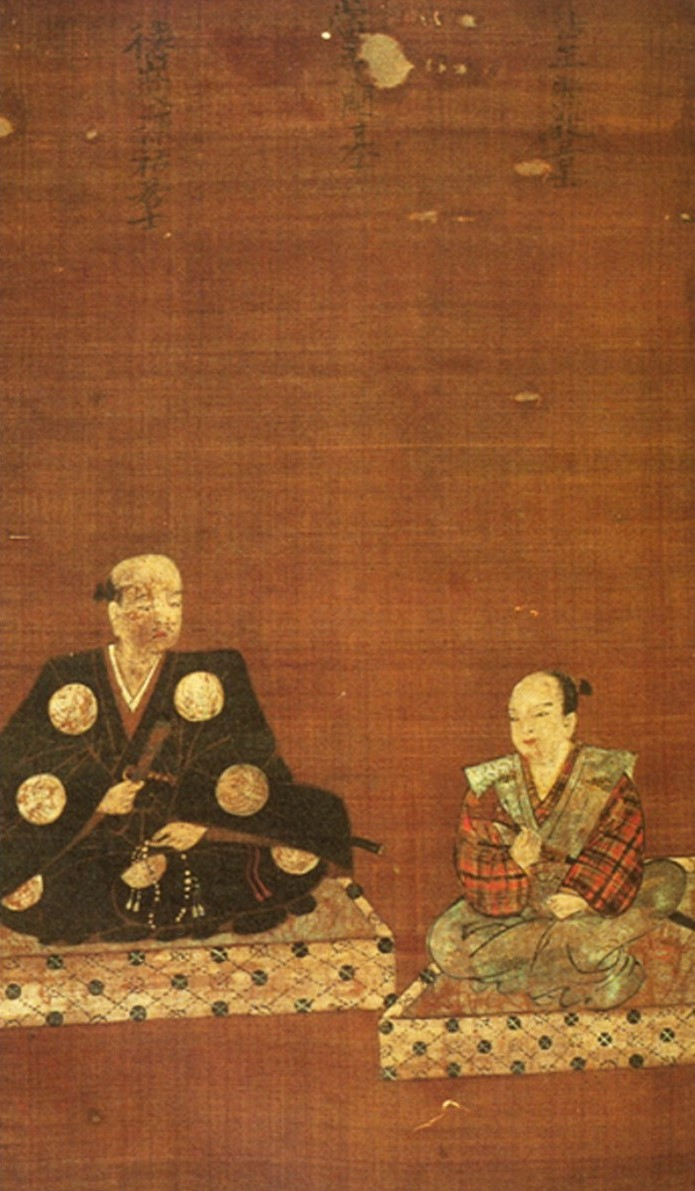
松本図書父子像(長福寺蔵)

松本 氏輔（まつもと うじすけ、生年不詳 – 天正2年5月13日（1574年6月2日））は、戦国時代の武将。蘆名氏の家臣。「蘆名四天の宿老」と呼ばれた重臣の一人。陸奥大沼郡船岡城主。通称は図書助（ずしょのすけ）、図書、勘解由、右京亮。名は氏興、致輔とも。松本舜輔（右京）の子。子に松本行輔（太郎）がいる。

## 出自
信濃国諏訪を出自とする清和源氏・伊那氏の出身。南北朝時代に蘆名氏の被官となって以降「蘆名四天の宿老」の筆頭格となる。
しかしながら松本氏当主は度々蘆名氏に対しての謀反を起こし粛清されるのを繰り返している。また天文9年(1540年)に見られる諏訪神社での庶流・松本輔光（伊豆守）殺害など決して安定した家柄ではないといえる。

### 謀反・粛清の歴史
延徳4年（1492年）、蘆名盛高に松本藤右衛門が謀反。
明応4年（1495年）11月19日、盛高に松本輔豊（備前守）が謀反、伊藤民部と共に殺害される。
明応7年（1498年）、盛高に松本輔忠（右馬允）が謀反。この責任で5月26日松本豊前守行輔が殺害、松本輔任が5月27日に殺害。
明応9年（1500年）1月、盛高が松本輔政（対馬守）を殺害。
永正2年（1505年）、松本氏が蘆名盛滋を唆して「会津内乱」を引き起こさせる。
永正18年（1521年）、蘆名盛舜に松本大学・松本藤左衛門兄弟が謀反、猪苗代氏と共に黒川城を攻撃。
弘治元年（1555年）、松本輔敦（与右衛門）が小桧山盛長と共に謀反・殺害。

## 生涯
陸奥国の戦国大名・蘆名氏の家臣である松本舜輔の子として誕生。主君・蘆名盛氏から「氏」の偏諱を受け、氏輔を名乗った。
父・舜輔の代まで岩谷城を支配していたが、永禄元年頃、山内俊政・横田俊範兄弟により攻め落とされている。また屋敷も天文7年(1538年)黒川城下の火災で焼失している。
大沼郡船岡城を居城（関柴館に居住）として蘆名氏に尽くしたとされるが、彼に関する史料が殆ど残っていないため不詳のままである。
永禄9年（1566年）正月10日に連署起請文を伊達家家臣の牧野久仲・浜田宗景・中野宗時に提出している。
天正2年5月13日（1574年6月2日）、安積郡福原にて田村清顕と戦い戦死した。
その最期に関しては『会津旧事雑考』に「五月十三日松本図書安積ニテ戦死」とあるのみである。
福島県大沼郡会津美里町（旧会津高田町）の曹洞宗寺院・松沢寺を再興したとされ、氏輔父子の肖像画が現存している（同県会津若松市の長福寺が管理）。